# Мильнер, Бенцион Захарович
Бенцион (Борис) Захарович Мильнер (10 ноября 1929, Черкассы — 22 июля 2013, Москва) — советский и российский экономист, доктор экономических наук, профессор, член-корреспондент Российской академии наук, действительный член РАЕН; крупнейший российский специалист в области теории организации и управления, заслуженный деятель науки и техники РСФСР, член ряда зарубежных академий и ассоциаций.

## Биография
В 1950 году окончил Всесоюзный юридический заочный институт.
В 1953 году окончил Московский инженерно-экономический институт.
C 1953 года работал на Климовском машиностроительном заводе и одновременно в редакции журнала «Социалистический труд» специальным корреспондентом.
В 1961—1969 годах — научно-преподавательская деятельность на кафедре «Организация и планирование промышленных предприятий» МИНХ им. Г. В. Плеханова, возглавлял Центральную научно-исследовательскую экономическую лабораторию (ЦНИИЭЛ) при МИНХ им. Г. В. Плеханова
В 1970-е годы читал курс лекций на экономическом факультете МГУ им. Ломоносова (кафедра Г. Х. Попова)
В 1969—1976 годах — заведующий отделом систем управления в Институте США и Канады АН СССР.
В 1976—1986 годах работал заместителем директора по научной работе ВНИИ системных исследований ГКНТ и Академии наук (ныне Институт системного анализа РАН).
С 1987 по 2000 год — первый заместитель директора Института экономики Российской академии наук
С 2000 года — главный научный сотрудник Института экономики Российской академии наук, одновременно заведующий кафедрой «Организация управления» Государственного университета управления (ГУУ).
В 2006 году преобразовал кафедру организации управления ГУУ в первую в России кафедру управления знаниями, которой заведовал по 2011 год.
Государственная и общественная деятельность
В течение 10 лет (1976—1986) являлся заместителем председателя совета по комплексной программе научно-технического прогресса СССР при президиуме Академии Наук СССР.
Участвовал в общероссийском объединении «Круглый стол бизнеса России», общественном фонде «Лучшие менеджеры».
Членство в научных сообществах и академиях
На протяжении всей научной деятельности являлся членом редколлегий и постоянным автором журналов «Вопросы экономики», «Организация управления», «Экономические науки в России», «Вестник института экономики», «Российский журнал менеджмента», а также региональным редактором американского журнала «Journal of Emerging Markets», являлся членом Учёных советов ряда НИИ и ВУЗов.
Мильнер Б. З. избран членом следующих зарубежных и международных академий и ассоциаций:
- Американской ассоциации управления (1975)
- Американской академии управления (1976)
- Международной академии управления (Испания) (1977)
- Финской академии технических наук (1981)
- Итальянской академии наук и искусств «TIBERINA» (1989)
- Всемирного совета по научному управлению (1990)[4]
- Международной экономической академии «Евразия» (1997)
- Международной академии информатизации (1998)

В качестве приглашённого профессора преподавал в зарубежных учебных заведениях: в университете Сан-Джон (США), Высшей национальная техническая школа (Франция), институте Кеннана (США), Ханьянском университете (Республика Корея), Университете Боккони (Италия), Слоуновской школе управления Массачусетского технологического института (США).
Бенцион Захарович Мильнер скончался после продолжительной болезни 22 июля 2013 года.
Похоронен на Востряковском кладбище Москвы (участок 90).

## Награды и звания
- орден «Знак Почёта» (1975)[4]
- Заслуженный деятель науки и техники РСФСР (1980)
- Звание «Почётный доктор» Государственного университета управления с вручением диплома, мантии и медали (1999)
- Национальная общественная премия им. Петра Великого «За личный вклад в развитие теории управления экономикой» (1999)
- Медаль им. В. В. Леонтьева «За достижения в области экономики» Российской Академии Естественных Наук (2004)
- орден Почёта (2004)[7]
- Премия международного национального фонда экономических исследований академика Н. П. Федоренко (МПФЭИ) за выдающийся вклад в развитие экономической науки России (2005)[8]

## Основные направления научной деятельности
- экономика знаний
- управление знаниями и интеллектуальные ресурсы
- горизонтальные связи и управление инновациями
- системный подход к проектированию организационных комплексов
- организация программно-целевого управления
- теория управления в системе наук

За 50 лет научно-педагогической деятельности Мильнер Б. З. подготовил свыше 70 кандидатов экономических наук. Среди его учеников известные учёные, руководители научных организаций, органов государственной власти, промышленных предприятий, видные общественные деятели.

## Семья
Родился в еврейской семье.
- Мать — Сарра Исаевна Мильнер (1907—1992).
- Жена — Бетти Иосифовна Мильнер (род. 1930), врач-вирусолог.
  - Сын — Юрий Борисович Мильнер, интернет-инвестор, один из основателей Mail.ru Group и владелец DST Global.
  - Дочь — Марина Борисовна Истомина, архитектор.

### Учебники
- Теория организации. Курс лекций. / Мильнер Б. З. — Москва: ИНФРА — М., 1998. — 336 с.
- Теория организации: Учеб. для студентов вузов, обучающихся по экон. спец. / Б. З. Мильнер.
  - Изд. 2-е, перераб. и доп. — М.: ИНФРА-М, 1999. — 477 c. ISBN 5-16-000079-8.
  - 2-е изд., перераб. и доп. — М.: ИНФРА-М, 2002. — 477 с. ISBN 5-16-000884-5.
  - 3-е изд., перераб. и доп. — М.: ИНФРА-М, 2002. — 558 с. ISBN 5-16-001174-9.
  - 3-е изд., перераб. и доп. — М.: ИНФРА-М, 2003. — 558 с. ISBN 5-16-001174-9 (В пер.).
  -  — 3-е изд., перераб. и доп. — М.: ИНФРА-М, 2003. — XVII, [1], 558 с. — (Высшее образование). ISBN 5-16-001338-5.
- Теория организации: Учеб. для студентов вузов, обучающихся по направлению подгот. 521500 Менеджмент, спец. 061000 Гос. и муницип. упр., 061100 Менеджмент орг. / Б. З. Мильнер.
  - 4-е изд., перераб. и доп. — М.: Инфра-М, 2004 (Н. Новгород: ГИПП Нижполиграф). — 646,[1] с. ISBN 5-16-001815-8.
  - Изд. 4-е, перераб. и доп. — Москва: Инфра-М, 2005. — 646 с. — (Высшее образование). ISBN 5-16-002165-5.
  - Изд. 5-е, перераб. и доп. — Москва: ИНФРА-М, 2006[то есть 2005]. — 718 с. — (Высшее образование). ISBN 5-16-002548-0.
  - Изд. 6-е, перераб. и доп. — Москва: Инфра-М, 2008. — 794 с. — (Высшее образование). ISBN 978-5-16-003167-5.
  - Изд. 7-е, перераб. и доп. — Москва: Инфра-М, 2008. — 862,[2] с. ISBN 978-5-16-003319-8.
  - Изд. 8-е, перераб. и доп. — Москва: ИНФРА-М, 2012. — 848, [2] с. ISBN 978-5-16-004700-3.
- Управление знаниями в корпорациях / Б. З. Мильнер, З. П. Румянцева, В. Г. Смирнова, А. В. Блинникова; под ред. Б. З. Мильнера; Нац. Совет по корпоративному упр., Акад. нар. хоз-ва при Правительстве РФ, Гос. ун-т упр. — Москва: Дело, 2006. — 303 с. — (Серия Управление корпорацией). ISBN 5-7749-0438-5.
- Управление знаниями в инновационной экономике: учебник по специальности «Менеджмент организации» / [Мильнер Б. З., Катькало В. С., Орлова Т. М., доктора экон. наук, профессора и др.]; под ред. Б. З. Мильнера. — Москва: Экономика, 2009. — 598,[1] с. ISBN 978-5-282-02982-6.
- Мильнер Б. З. Корпоративная культура. Учебное пособие. Под ред. А. Г. Поршнева и Б. З. Мильнера. Авторский коллектив: Дерябина М. А., Исправникова Н. Ф., Лапин Н. И., Лукашенко О. В. и др. Москва: ГОУВПО Государственный университет управления, 2003.
- Управление современной компанией. Учебник. Под ред. проф. Бориса Мильнера — ГУУ (Россия) и проф. Фрэнсиса Лииса — Университет Сан -Джон (США). Российская часть: А. Поршнев, Б. Мильнер, А. Захаров, В. Прудников, А. Брум, А. Чесноков, С. Мясоедов, А. Манюшис. Американская часть: Т. Бонапарт, Ф. Лиис, П. Тобин, Г. Лазарус, С. Амплеби, М. Юрецкий, Д. Ангелидис. Москва: ИНФРА — М, 2001.

### Книги (монографии и коллективные монографии)
1. Организация программно-целевого управления. — М.: Наука, 1980. — 376 с.
2. Договорные формы управления: постановка проблемы и пути решения: Материалы Моск. совещ. / [Отв. ред.: д. э. н. Б. З. Мильнер и др.]. — М.: ВНИИСИ, 1981. — 114 с. ВНИИ систем. исслед.
3. Проблемы межотраслевого управления. — М.: Экономика, 1982. — 81 с. — 6500 экз.
4. Системный подход к организации управления / Б. З. Мильнер, Л. И. Евенко, В. С. Рапопорт. — М.: Экономика, 1983. — 224 с.
5. Экономический механизм и научно-технический прогресс: Материалы болг.-сов. семинара [Варна, сент. 1984 / Отв. ред. Б. З. Мильнер, В. Д. Рудашевский]. — М.: ВНИИСИ, 1985. — 87 с.
6. Организация и её деловая среда / В. Г. Смирнова, Б. З. Мильнер, Г. Р. Латфуллин, В. Г. Антонов; Гос. ун-т упр., Нац. фонд подгот. кадров; [Науч. ред. Наумов А. И.]. — М.: ИНФРА-М, 2000. — XIV, 174 с. — (Модульная программа для менеджеров; 2). ISBN 5-16-000276-6 (Модуль 2).
7. Управление знаниями: Эволюция и революция в орг. / Борис Захарович Мильнер. — М.: ИНФРА-М, 2003. — XIV, 177 с. ISBN 5-16-001668-6.
8. СССР — Финляндия: вопросы организации научно-технического сотрудничества: (Материалы совмест. сов.-финлянд. исслед.) / ВНИИ систем. исслед.; Под ред. Б. З. Мильнера, И. А. Ганина. — М.: ВНИИСИ: Фин. часть рабочей группы по методологии Сов.-финлянд. комис. по науч.-техн. сотрудничеству, 1980. — 359 с.
9. Реформы управления и управление реформами: [В 2 ч.] / Б. З. Мильнер; Рос. акад. наук. Ин-т экономики. — М.: Ин-т экономики, 1994. ISBN 5-201-03392-X. Ч. 1. — [1], 245 с. Ч. 2. — [1], 181 с.
10. Организация и её деловая среда / В. Г. Смирнова, Б. З. Мильнер, Г. Р. Латфуллин, В. Г. Антонов; Гос. ун-т упр., Нац. фонд подгот. кадров. — М.: ИНФРА- М, 1999. — XXIII, 212, [1] с. — (Модульная программа для менеджеров; 2). ISBN 5-16-000068-2. — ISBN 5-16-000063-1 (Модуль2).
11. Американские буржуазные теории управления: Критический анализ / [Чл.-кор. АН СССР В. Г. Афанасьев, Д. М. Гвишиани, Ю. И. Бобраков и др.]; Под ред. д. э. н. Б. З. Мильнера, к. э. н. Е. А. Чижова. — Москва: Мысль, 1978. — 366 с.
12. Организация управления в капиталистических фирмах: [Сб. статей: Переводы / Сост. Б. А. Щенников; Авт. предисл. Мильнер Б. З.]. — Москва: Экономика, 1978. — 159 с.
13. Принципы и методы формирования структур управления организациями и целевыми программами: [Сб. статей / Отв. ред. Б. З. Мильнер, В. С. Рапопорт]. — Москва: ВНИИСИ, 1978. — 113 с. — (Сборник трудов / ВНИИ систем. исслед.; Вып. 7). На обл. только загл. сер.
14. Инновационное развитие: экономика, интеллектуальные ресурсы, управление знаниями / [Мильнер Борис Захарович — д. э. н., проф., Макаров Валерий Леонидович — акад. РАН, д. э. н., проф., Маевский Владимир Иванович — акад. РАН, д. э. н., проф. и др.]; под общ. ред. д-ра экон. наук, проф. Б. З. Мильнера; Федер. агентство по образованию, Гос. образоват. учреждение высш. проф. образования «Рос. экон. акад. им. Г. В. Плеханова» (ГОУ ВПО «РЭА им. Г. В. Плеханова»). — Москва: ИНФРА-М, 2009. — 624 с.: ил.; 22 см. — (Научная мысль) (Экономика) ISBN 978-5-16-003649-6.
15. Инновационное развитие: экономика, интеллектуальные ресурсы, управление знаниями / [Мильнер Бенцион Захарович — д. э. н., проф., Макаров Валерий Леонидович, Маевский Владимир Иванович — академики РАН, доктора экон. наук, профессора и др.]; под общ. ред. д. э. н., проф. Б. З. Мильнера; Федеральное агентство по образованию, Гос. образовательное учреждение высш. проф. образования «Российская экономическая акад. им. Г. В. Плеханова» (ГОУ ВПО «РЭА им. Г. В. Плеханова»). — Москва: ИНФРА-М, 2010 (то есть 2009) (Можайск (Моск. обл.): Можайский полиграфкомбинат). — 624 с. — (Научная мысль). Авт. указаны на с. 3—4. — Фактическая дата выхода в свет: 2009. ISBN 978-5-16-003649-6.
16. Американский капитализм и управленческие решения: Теория и методы принятия решений / [Б. З. Мильнер, Л. И. Евенко, Ю. А. Ушанов и др.; Отв. ред. канд. экон. наук Л. И. Евенко]; АН СССР, Ин-т США и Канады. — Москва: Наука, 1977. — 288 с.
17. Организация управления крупным промышленным комплексом: Опыт КамАЗа / [Канд. экон. наук Евенко Л. И., Клепацкий Б. Т., д-р экон. наук Мильнер Б. З. и др.; Под общ. ред. Б. З. Мильнера]. — Москва: Экономика, 1977. — 142 с.
18. Организация управления крупным промышленным комплексом: Опыт КамАЗа / [Канд. экон. наук Евенко Л. И., Клепацкий Б. Т., д-р экон. наук Мильнер Б. З. и др.; Под общ. ред. д-ра экон. наук Б. З. Мильнера]. — Москва: Экономика, 1977. — 142 с.
19. Принципы и методы формирования структур управления организациями и целевыми программами: [Сб. статей / Отв. ред. Б. З. Мильнер, В. С. Рапопорт]. — Москва: ВНИИСИ, 1978. — 113 с.
20. Американский капитализм и управленческие решения: Теория и методы принятия решений / [Б. З. Мильнер, Л. И. Евенко, Ю. А. Ушанов и др.; Отв. ред. канд. экон. наук Л. И. Евенко]; АН СССР, Ин-т США и Канады. — Москва: Наука, 1977. — 288 с.
21. Теория организации / Б. З. Мильнер. — Изд. 8-е, перераб. и доп. — Москва: ИНФРА-М, 2012 [то есть 2011]. — 808 с. ISBN 978-5-16-005111-6.
22. Организация создания инноваций (горизонтальные связи и управление) / Мильнер Б. З., Орлова Т. М. Москва: ИНФРА — М.: 2013.
23. Проблемы управления в экономике знаний (по материалам Первой Международной конференции «Управление знаниями в современной экономике».) Под общ. ред.: В. Я. Афанасьева и Б. З. Мильнера, А. Л. Гапоненко, В. В. Иванов, В. П. Тихомиров. Москва: ГОУВПО Государственный университет управления, 2010.
24. АВТОВАЗ на рубеже эпох. Под ред. Абалкина Л. И., Коллектив авторов: Мильнер Б. З., Гловацкая Н. Г., Лазуренко С. Г., Нешитой А. С., Кацура П. М., Башинджагян Е. А., Летенко А. В. Москва: Институт Экономики РАН, 2006.
25. Конференция лауреатов и стипендиатов 2005 года / Мильнер Б. З. Доклад на церемонии вручения премии Международного научного фонда академика Н. П. Федоренко. Москва: Международный научный фонд академика Н. П. Федоренко, 2006.
26. Стратегический ответ России на вызовы нового века. Под общ. ред. академика Л. И. Абалкина. Коллектив авторов: Мильнер Б. З., Погосов И. А., Гловацкая Н. Г., Лазуренко С. Г., Музычук В. А., Маевский В. И. и др. Москва: Изд-во «Экзамен», 2004.
27. Менеджмент в России на рубеже веков: опыт лучших и стратегия успеха / Мильнер Б. З. Доклад. Москва: Общественный фонд «Лучшие менеджеры». 2000.
28. Мильнер Б. З. Предисловие и научное редактирование русского перевода книги Дугласа Норта «Институты, институциональные изменения и функционирование экономики». Москва: Фонд экономической книги «Начала». 1997.
29. Карпухин Д. Н., Мильнер Б. З. Редактирование русского перевода двухтомника энциклопедического справочника «Современное управление». Москва: Издатцентр, 1997.
30. Доверие — ключ к успеху экономических реформ (Материалы Круглого стола). Отв. редактор Б. З. Мильнер. Коллектив авторов: Л. И. Абалкин, М. В. Шмаков, Д. С. Львов, Н. М. Римашевская, Н. И. Лапин и др. Москва: Институт Экономики РАН, 1998.
31. Организация управления. Проблемы перестройки. Под ред. Д. М. Гвишиани, Б. З. Мильнера. Авторский коллектив: С. С. Шаталин, Е. Т. Гайдар, В. Н. Герасимович, Л. И. Лехциер, В. С. Рапопорт и др. Москва: Изд-во «Экономика», 1987.
32. Японский парадокс. Б. З. Мильнер, И. С. Олейник, С. А. Рогинко. Москва: Изд-во «Мысль», 1985.
33. США: организационные проблемы управления. Под ред. Мильнера Б. З. Авторский коллектив: Е. С. Шершнев, В. С. Рапопорт, Л. И. Евенко, Е. А. Чижов и др. Москва: Изд-во «Мысль», 1976.
34. Организационные структуры управления производством. Под редакцией Б. З. Мильнера. Коллектив авторов: Л. И. Евенко, В. С. Рапопорт, Е. С. Шершнев. Москва: Изд-во «Экономика», 1975.
35. США: современные методы управления. Под ред. Мильнера Б. З. Авторский коллектив: Г. А. Арбатов, Л. И. Евенко, Ю. В. Катасонов, Е. А. Чижов и др. Москва: Изд-во «Наука», 1971.
36. Экономический поиск. / Б. З. Мильнер, Г. А. Пруденский, И. М. Разумов, С. Е. Каменицер и др. Москва: Изд-во «Знание», 1967.
37. Нормирование работ по обслуживанию производства. Москва: Изд-во «Экономика», 1964.

### Статьи в научных журналах
1. Б. Мильнер. Кризис управления. // «Вопросы экономики», 1993, № 1 с.79-91
2. Б. Мильнер. Управление промышленностью: проблемы и решения. // «Вопросы экономики», 1993, № 9 с.30-41
3. Б. Мильнер. Крупные корпорации — основа подъёма и ускоренного развития экономики. // «Вопросы экономики», 1993, № 9 с.66-76
4. Б. Мильнер., Е. Торкановский. Приватизация и управление. // «Вопросы экономики», 1994, № 3 с.36-48
5. Б. Мильнер. Качество управления — важный фактор экономической безопасности. // «Вопросы экономики», 1994, № 12 с.54-64
6. Б. Мильнер. Управление: пути преодоления кризиса. // «Вопросы экономики», 1997, № 6 с.36-47
7. Б. Мильнер. Фактор доверия при проведении реформ. //«Вопросы экономики», 1998, № 4 с.27-38
8. Б. Мильнер. Уроки бюрократической системы управления. //«Вопросы экономики», 1999, № 1 с.77-87
9. Б. Мильнер. Управление знаниями — вызов XXI века. // «Вопросы экономики», 1999, № 9 с.108-118
10. Б. Мильнер. исполнительная власть: принципы организации и управления. // «Вопросы экономики», 2002, № 7 с.94-108
11. Мильнер Б. З. Лекция. «Экономика знаний» и новые требования к управлению. // «Проблемы теории и практики управления», 2008, № 1 с.108-120
12. Мильнер Б. З. Лекция. Понятие, разновидности и источники знаний. // «Проблемы теории и практики управления», 2008, № 2 с.106-119
13. Мильнер Б. З. Лекция. Нематериальные активы компании. //«Проблемы теории и практики управления», 2008, № 3 с.109-118
14. Мильнер Б. З. Организация творческой деятельности: основные принципы и цели. // «Проблемы теории и практики управления», 2011, № 7 с.8-20
15. Мильнер Б. З. Горизонтальные связи в организации и управление инновациями. // «Проблемы теории и практики управления», 2011, № 10 с.19-30
16. Мильнер Б. З. Орлова Т. М. Горизонтальное управление: доверие, координация, лидерство. // «Проблемы теории и практики управления», 2012, № 11-12 с. 79-96
17. Мильнер Б. З. Орлова Т. М. Малый бизнес: проблемы организации и управления. // «Проблемы теории и практики управления», 2013, № 4 с.18-30